# Olathe (Kansas)
Olathe je město v okresu Johnson County ve státě Kansas ve Spojených státech amerických. Jde o čtvrté největší město v Kansasu po městech Wichita, Overland Park (se kterým Olathe sousedí na východě) a Kansas City. Na severu sousedí s městem Lenexa a na jihozápadě s městem Gardner.
K roku 2020 zde žilo 141 290 obyvatel. S celkovou rozlohou 162 km² byla hustota zalidnění 870 obyvatel na km². Založeno bylo v roce 1857 Johnem T. Bartonem. 